# Język tontemboan
Język tontemboan (lub tountemboan), także: pakewa, tompakewa (lub tompakewah) – język austronezyjski używany w prowincji Celebes Północny w Indonezji, na półwyspie Minahasa. Należy do grupy języków filipińskich. Według szacunków z 1970 r. ma największą liczbę użytkowników spośród języków minahaskich. 
Według danych z 1990 roku posługuje się nim 150 tys. osób. Dzieli się na dwa dialekty – matanai (sonder, matana’i-maore’), makalai (tompaso, makelai, makela’i-maotow). Rodzime określenie „tontemboan” znaczy tyle, co „ludność zamieszkująca góry”. Sporadycznie używana nazwa „tompakewa” pochodzi z języka tombulu.
Występują zapożyczenia z innych języków, takich jak malajski, niderlandzki, hiszpański, ternate i portugalski; zidentyfikowano też słownictwo zaczerpnięte z pozostałych języków minahaskich (jak tondano i tombulu).
Jest zagrożony wymarciem. Znajduje się pod presją malajskiego miasta Manado, który zaczął wkraczać również na tereny wiejskie. Nie jest przyswajany przez młodsze pokolenie. Już w latach 90. XX w. odnotowano, że osoby w wieku szkolnym posługują się przede wszystkim malajskim.
Dokumentacja języka tontemboan, choć stosunkowo obszerna, jest słabo dostępna dla ludności regionu, jako że została sporządzona w języku niderlandzkim. W okresie kolonialnym stworzono opis gramatyki (Hoofdstukken uit de spraakkunst van het Tontemboansch, 1908 ) i słownik (Tontemboansch-Nederlandsch woordenboek..., 1908) oraz zebrano pewne materiały tekstowe. W języku indonezyjskim istnieją opracowania gramatyczne: Struktur Bahasa Tontemboan (1984), Morfologi dan Sintaksis Bahasa Tontemboan (1993) . Jest zapisywany alfabetem łacińskim.